# Châlons-sur-Vesle
Châlons-sur-Vesle ist eine französische Gemeinde mit 202 Einwohnern (Stand: 1. Januar 2022) im Département Marne in der Region Grand Est (vor 2016 Champagne-Ardenne). Die Gemeinde gehört zum Arrondissement Reims und zum Kanton Fismes-Montagne de Reims. 

## Geographie
Châlons-sur-Vesle liegt etwa elf Kilometer westnordwestlich des Stadtzentrums von Reims am Vesle, der die Gemeinde im Süden begrenzt. Umgeben wird Châlons-sur-Vesle von den Nachbargemeinden Chenay im Norden, Merfy im Osten und Nordosten, Champigny im Südosten, Thillois im Süden und Südosten, Muizon im Süden und Südwesten sowie Trigny im Westen und Nordwesten.

## Bevölkerungsentwicklung
| Jahr                      | 1962 | 1968 | 1975 | 1982 | 1990 | 1999 | 2006 | 2018 |
| Einwohner                 | 92   | 118  | 127  | 153  | 148  | 161  | 160  | 188  |
| Quelle: Cassini und INSEE |      |      |      |      |      |      |      |      |

## Sehenswürdigkeiten

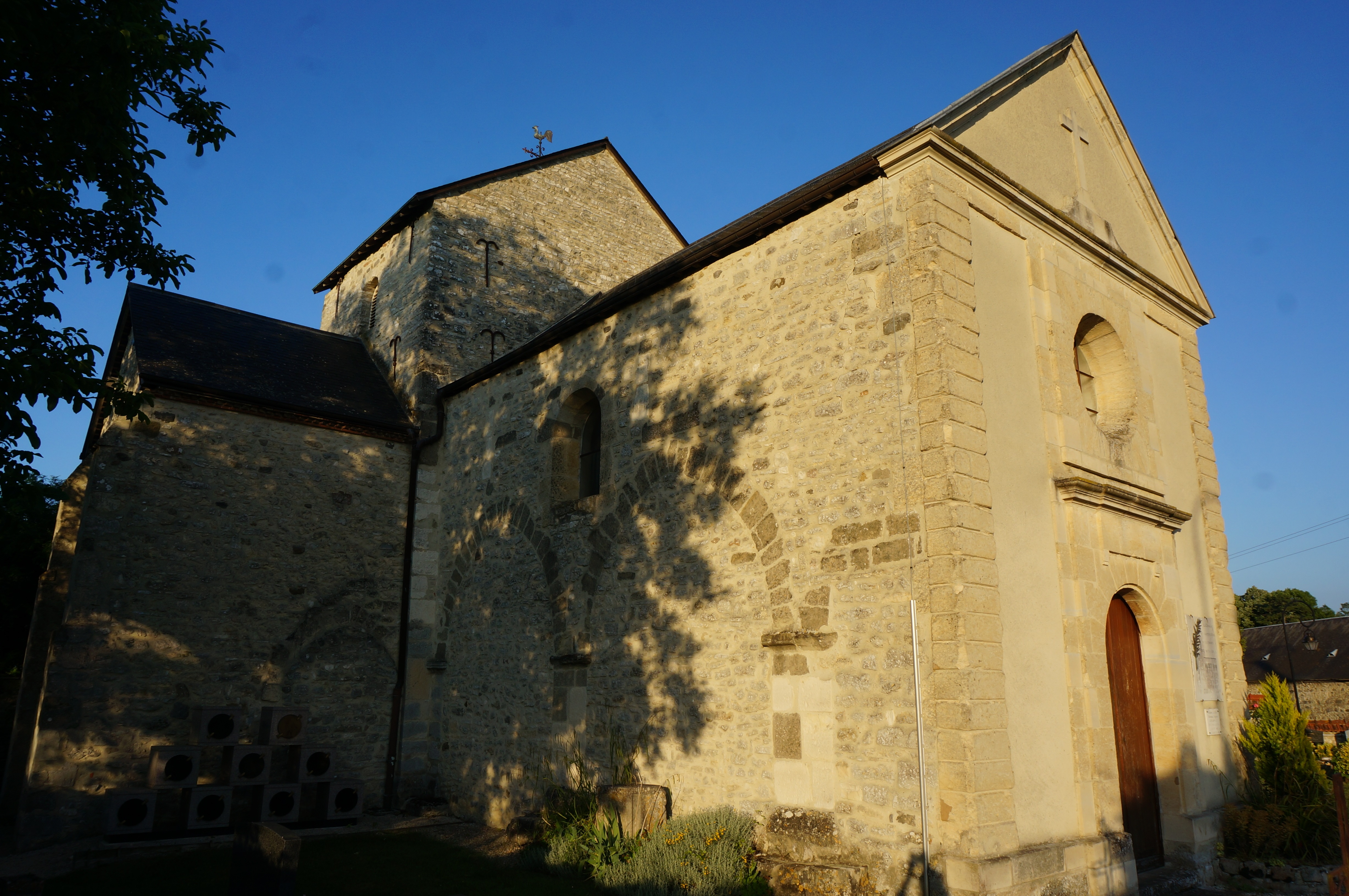
Kirche Sainte-Madeleine

- Kirche Sainte-Madeleine aus dem 13. Jahrhundert